# Albert-Camille Vital
Albert-Camille Vital (Toliara, 18 juli 1952) is een Malagassisch brigadegeneraal, politicus en burgerlijk ingenieur. Hij was premier van Madagaskar van 2009 tot 2011. Hij is sinds 2012 vertegenwoordiger van Madagaskar bij de Verenigde Naties in Genève.
Vital is opgeleid in de Sovjet-Unie en was hoofd van het technisch bureau van de Staat Forces Staff Development van 1987 tot 1991 en hij werd vervolgens benoemd tot korpschef van het eerste regiment van de Militaire Regio nr. 5 Toliara van 1998 tot 2001 alvorens hij een opleiding volgde aan de École Spéciale Militaire de Saint-Cyr in Parijs van 2001 tot 2002
Op 20 december 2009 werd Vital benoemd tot premier door de toenmalige president Andry Rajoelina. Hij werd opgevolgd door Omer Beriziky op 2 november 2011.